# NGC 66
NGC 66 هي مجرة حلزونية ضلعية، اكتشفت من طرف فرانك مولر في عام 1886، حيث تقع في كوكبة قيطس.